# Centro Comercial Alfaguara

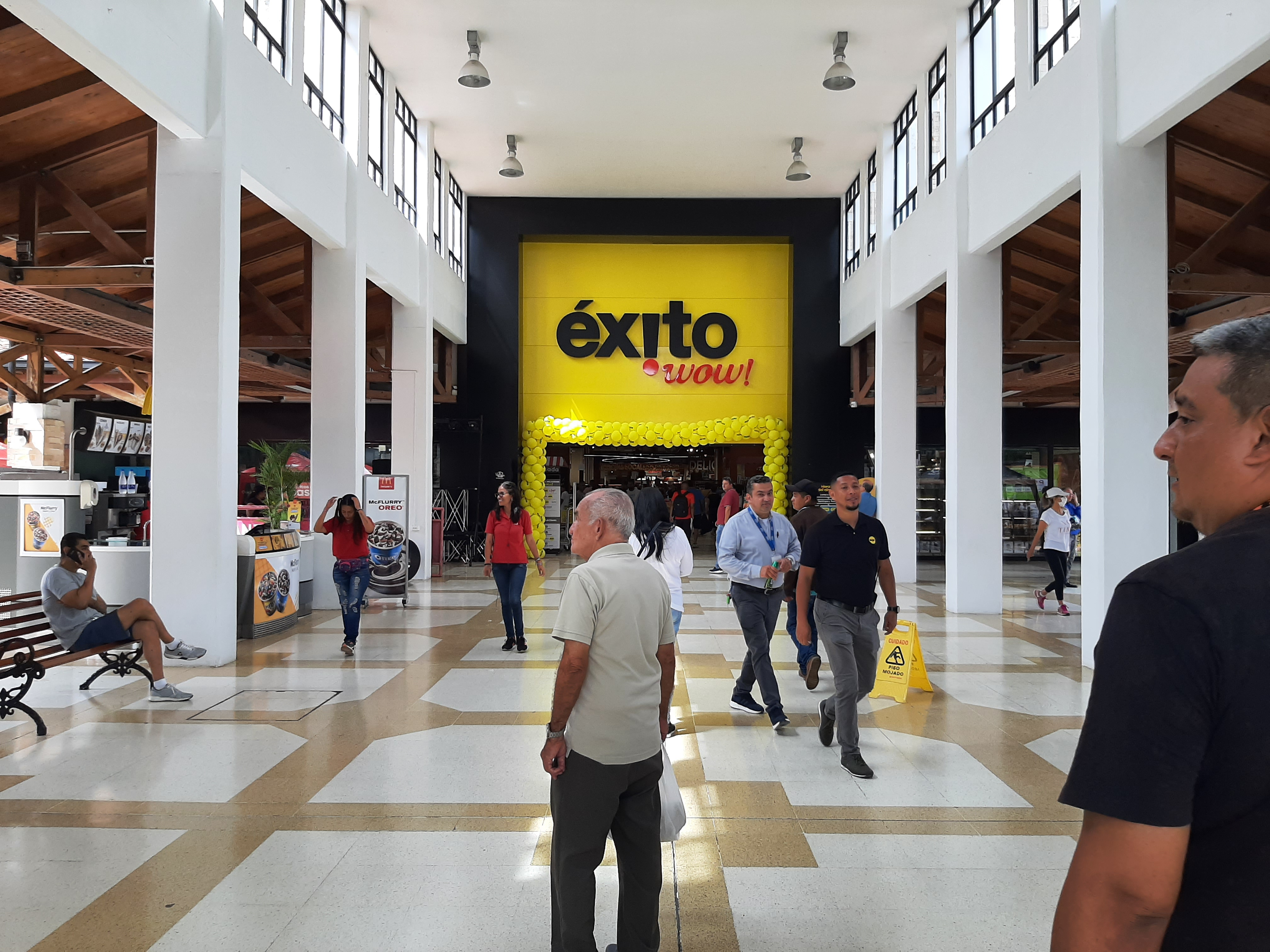
Fachada principal del centro comercial al local del Éxito WOW!

El Centro Comercial Alfaguara es un centro comercial colombiano ubicado en el municipio de Jamundí (en el barrio del mismo nombre) y es el primero en su tipo que fue abierto en el sur del municipio.

## Historia
El centro comercial fue inaugurado en 1996 en el barrio jamundeño de Alfaguara, siendo el primero en su tipo en abrir en el municipio.
En 1997 se inaugura el supermercado de La 14, uno de los sitios más populares y concurridos que albergaba el centro comercial y que inició labores en ese mismo año.
Durante finales de la década de 1990 el centro comercial sufrió 3 atentados por parte de miembros de la guerrilla del Ejército de Liberación Nacional (ELN).
El 16 de marzo del 2016 la constructora recibió un reconocimiento por Camacol Valle por sus 20 años de existencia.
Durante la pandemia de COVID-19, el centro comercial sirvió como punto estratégico para la vacunación masiva de personas mayores, en coordinación con la alcaldía de Jamundí, después del aval del Ministerio de Salud y Protección Social.
En enero del 2022, el hipermercado de La 14 fue cerrado definitivamente, por lo que fue reemplazado por el Éxito, siendo inaugurado el nuevo local el 5 de agosto del 2022.

## Atentados
En julio de 1997, 20 personas irrumpieron al interior del hipermercado de La 14, dentro del centro comercial, con armas de corto y largo alcance y granadas de fragmentación. Estas personas saquearon el establecimiento, además hubo dos personas muertas en un intercambio de disparos, entre ellas, el policía Carlos Murillo Martínez y un vigilante, además hubo 7 personas heridas. Asimismo asaltaron varias entidades y corporaciones financieras, siete cajas registradoras, víveres y joyas. Se sabe que estos rebeldes ingresaron al centro comercial poco antes del cierre por medio de intimidaciones a los vigilantes. Esta acción fue perpetrada por miembros izquierdistas del Ejército de Liberación Nacional (ELN).
Un año después se volvió a registrar otro atentado dentro de las instalaciones del centro comercial. El tercer y último atentado ocurrió en enero de 1999. Nuevamente guerrilleros del frente José María Becerra del Ejército de Liberación Nacional (ELN) irrumpieron al centro comercial, donde intimidaron a los vigilantes. Posteriormente saquearon una droguería, un supermercado, además violentaron cajeros automáticos y una de las instalaciones del Banco Popular, donde se llevaron una computador portátil y dinero en efectivo. Asimismo, hubo varias explosiones, lo que originó un incendio en el segundo piso del centro comercial que afectó oficinas, locales, productos que estaban a la venta y parte de la infraestructura física. El hecho generó repudio por parte de los habitantes y personal del centro comercial, además del personal de la Policía Nacional y de funcionarios públicos como la Secretaría de Gobierno de Jamundí.

## Locales
Cuenta con 811 parqueadero de motos y carros, 86 locales comerciales en sus instalaciones, una zona de juegos, dos lagos artificiales con un aviario, una sede de Almacenes Éxito y contaba además con un hipermercado de La 14 (1997-2022).
El centro comercial cuenta con 55 000 metros cuadrados, con capacidad para 800 parqueaderos para vehículos y 600 para motocicletas y alberga aproximadamente a 8000 personas. En el centro comercial se imparten eventos sociales y culturales en beneficio de la comunidad, actividades que son coordinadas y ejecutadas con las secretarías de cultura y salud de la localidad. Además se encuentra una sede de la Fundación Valle del Lili que brinda servicios de salud a la comunidad.
También alberga un aviario donde se exhiben especies nativas y aves exóticas, cuenta además con dos lagos artificiales, zonas verdes, áreas de juegos infantiles y diversidad de entidades bancarias y de comercio.